# Нижнее Сазово
Нижнее Сазово (баш. Түбәнге һаҙ) — деревня в Кугарчинском районе Башкортостана, входит в состав Максютовского сельсовета. 

## Население
| 2002 | 2009 | 2010 |
| ---- | ---- | ---- |
| 67   | ↘60  | ↘59  |

Национальный состав
Согласно переписи 2002 года, преобладающая национальность — башкиры (87 %).

## Географическое положение
Расстояние до:
- районного центра (Мраково): 42 км,
- центра сельсовета (Максютово): 8 км,
- ближайшей ж/д станции (Тюльган): 53 км.

## Известные уроженцы
- Мусин, Амир Шагалеевич (р. 5 июля 1937) — оператор цеха № 1 топливного производства Уфимского нефтеперерабатывающего завода, заслуженный нефтяник Башкирской АССР (1977), Герой Социалистического Труда[5].
- Искандаров, Ильяс Фархадович (р. 20 октября 1965) - российский дипломат, С 17 августа 2020 по 16 января 2024 года — чрезвычайный и полномочный посол Российской Федерации в Габоне.  С 16 января 2024 года — чрезвычайный и полномочный посол Российской Федерации в Республике Конго.